# Gregorio García Antonio
Gregorio García Antonio (1915-2008) fue un político, herrero y agricultor español, militante del Partido Socialista Obrero Español (PSOE), que desempeñó los cargos de alcalde de Sinlabajos, procurador en las Cortes de Castilla y León y diputado provincial de Ávila.

## Biografía
Nacido en la localidad abulense de Sinlabajos el 24 de diciembre de 1915.
Conocido como «Goyo», era aficionado a tocar el laúd. Herrero y agricultor, impulsor de la UPA en la comarca de la Moraña, en 1979 se convirtió en alcalde de su localidad natal tras las elecciones municipales democráticas del 3 de abril, siendo vuelto a investir alcalde de forma sucesiva hasta 2007.
Elegido procurador de la i legislatura de las Cortes de Castilla y León por la circunscripción electoral de Ávila en las elecciones de 1983 dentro de la candidatura del PSOE (en la cual fue como número 2), desempeñó el cargo desde 1983 hasta 1987. Posteriormente, ejerció también de diputado provincial de Ávila en la corporación 1991-1995.
Presidente honorario del PSOE en la provincia de Ávila desde el año 2000, falleció en su localidad natal el 9 de enero de 2008, durante el transcurso de un acto público. Era, en ese momento, con 92 años, el alcalde más longevo de España.

## Distinciones
- Medalla de Oro al Mérito en el Trabajo (2008; a título póstumo)[4][11][12]